# Л’Этуаль, Пьер де
Пьер де Л’Этуа́ль (фр. Pierre de L'Estoile; 1546, Париж — 8 октября 1611, там же) — французский чиновник, нотариус и писатель-мемуарист; главный докладчик Парижской канцелярии в 1569—1601 годах; отец Клода де Л’Этуаль (фр. Claude de L’Estoile; 1602—1652), драматурга и поэта. Известен своими мемуарными записями о французской жизни эпохи последних Валуа и первых Бурбонов.

## Биография
Из дворянской семьи, учился в Бурже (1565), изучал право. Вернулся в Париж и купил себе должность докладчика королевской канцелярии; оставался вне партий во время войн Лиги.
В период господства Лиги был в 1589 году арестован и заключен в Консьержери, а в 1591 году находился под угрозой смерти как сторонник политиков, Генриха IV и гражданского мира. В 1601 году продал должность. Был обладателем одной из крупнейших библиотек Парижа (около 4500 томов).
На протяжении жизни он вёл дневники, где записывал события, происходившие в правление Генриха III, короля Франции и Польши, и Генриха IV, короля Франции и Наварры.
С приходом к власти Генриха IV и желанием Валуа вычеркнуть события, посвященные Религиозным войнам и Варфоломеевской ночи, по королевскому указу уничтожали документы тех событий, а людей, у которых находили подобные документы, могли заключить в Бастилию. Сохранив свои мемуары, Л’Этуаль совершил героический поступок, достойный упоминания; свои исторические дневники с субъективными комментариями о парижской жизни он продолжал вести и при новой династии Бурбонов.

## Творчество
Автор двух дневников, опубликованных посмертно как книги мемуаров:
- «Дневник событий, свершившихся в царствование Генриха III, короля Франции и Польши» («Journal des choses advenues durant le règne de Henri III», опубликован посмертно в 1621 году)
- «Дневник времени Генриха IV» («Mémoires pour servir à l’histoire de France depuis 1574 jusqu’en 1611», вышел в свет лишь в 1719 г.; новое издание под заглавием «Journal inédit du règne de Henri IV», 1862).